# Agustín Turiel Sandín
Agustín Turiel Sandín (Zamora, 17 de octubre de 1941) es un político y economista español. 
Licenciado en Ciencias Económicas, con suficiencia Investigadora en Economía Pública. Fue Interventor y Auditor del Estado, Interventor Territorial de Hacienda en Teruel, Cáceres y León, Interventor Delegado de la Universidad de León de 1981 a 1986, Delegado de Economía y Hacienda en León 1995 a 1998 y de 2010 a 2011. 

## Carrera política
En las elecciones municipales de España de 1987 y 1991 fue elegido concejal del Ayuntamiento de León por el Partido Socialista Obrero Español. Tras las elecciones municipales de España de 1991 es elegido diputado provincial y nombrado presidente de la Diputación provincial de León. Es miembro del Comité Regional PSCyL-PSOE.
| Predecesor: Alberto Pérez Ruiz | Presidente de la Diputación Provincial de León 1991 - 1995 | Sucesor: José Antonio Diez Diez |